# Немања Гудељ
Немања Гудељ (Београд, 16. новембар 1991) српски је фудбалер који тренутно наступа за Севиљу. Игра на средини терена.

## Клупска каријера
Немања Гудељ је рођен у Београду у време када је његов отац Небојша играо за Партизан. Када је Небојша Гудељ прешао у НАЦ Бреду, са њим се и породица преселила у тај холандски град.
Гудељ је прошао комплетну фудбалску академију НАЦ Бреда, а од 2009. године је играо за тим Бреде испод 19 година и то у другој дивизији холандског фудбала. Следеће сезоне прекомандован је у први тим, где је на почетку био у 18 играча, са повременим уласцима са клупе. Висок 187 цм, са свега 17 година почео је на позицији штопера. Што због његове фудбалске вештине, што због потреба екипе, мењао је позиције у тиму – централни бек, дефанзивни везни, централни везни, са одличним офанзивним предиспозицијама.
Сезона 2012/13. је била сезона Немањине потпуне афирмације. У холандској Ередивизији је забележио 34 наступа за НАЦ Бреду на којима је провео 3060 минута, постигавши пет голова, уз једну асистенцију као дефанзивни везни играч. То није промакло скаутима бројних клубова, али је најконкретнији био АЗ из Алкмара који је НАЦ-у из Бреде уплатио три милиона европских новчаница за услуге овог фудбалера.
У мају 2015. потписао је петогодишњи уговор са холандским великаном Ајаксом до 2020. године, а клуб из Амстердама је платио АЗ Алкмару шест милиона евра на име обештећења. У дресу копљаника одиграо је 59 утакмица у свим такмичењима и постигао седам голова.
Крајем 2016. године није био задовољан статусом у Ајаксу. Због мале минутаже и сукоба са тренером Питером Бошом пребачен је у млади тим Ајакса, а потом је договорено да у зимском прелазном року пронађе нови клуб. Иако су заинтересовани били неки европски клубови, Гудељ је одлучио да каријеру настави у Кини. Понуда из Тјанцин Теде била је исувише примамљива за српског фудбалера. Према наводима медија, он ће годишње зарађивати пет милиона евра у новом клубу, не рачунајући бонусе, док ће Ајакс на име обештећења зарадити шест милиона евра. Након годину дана у Тјенцину, у јануару 2018. прелази у други клуб из Кине, Гуангџоу. У августу 2018. долази на једногодишњу позајмицу у Спортинг из Лисабона. У сезони 2018/19. је одиграо 27 првенствених утакмица, а са тимом из Лисабона је освојио Куп и Лига куп Португалије.
Након што је претходно раскинуо уговор са кинеским Гуангџоуом, Гудељ је у јулу 2019. потписао четворогодишњи уговор са шпанском Севиљом, са којом је освојио Лигу Европе 2023. године.

## Репрезентација
За репрезентацију Србије до 21 године је одиграо 14 утакмица и постигао 2 гола. Пре тога је за репрезентацију Србије до 19 године наступао у 3 утакмице.
Крајем фебруара 2014. године је добио позив да наступа за сениорску репрезентацију Србије за коју је дебитовао на пријатељском мечу против репрезентације Ирске 5. марта 2014. године. Добио је и позив да наступа за репрезентацију Босне и Херцеговине, али га је одбио.

### Голови за репрезентацију
| #  | Датум              | Место         | Противник | Гол | Резултат | Такмичење   |
| -- | ------------------ | ------------- | --------- | --- | -------- | ----------- |
| 1. | 18. новембар 2014. | Ханија, Грчка | Грчка     | 0–2 | 0–2      | Пријатељска |

## Трофеји
Гуангџоу
- Кинески ФА Суперкуп (1) : 2018.

Спортинг Лисабон
- Куп Португалије (1) : 2018/19.
- Лига куп Португалије (1) : 2018/19.

Севиља
- Лига Европе (2) : 2019/20, 2022/23.